# Палафружељ
Палафружељ (шп. Palafrugell) град је у Шпанији у аутономној заједници Каталонија у покрајини Ђирона. Према процени из 2017. у граду је живело 22 868 становника.

## Становништво
Према процени, у граду је 2017. живело 22 868 становника.
| 2017.  |
| ------ |
| 22.868 |

## Партнерски градови
- Mirepoix